# Jufni
Jufni vagy Juefni ókori egyiptomi fáraó volt, a XIII. dinasztia egyik uralkodója. Kim Ryholt és Darrell Baker egyiptológusok szerint a dinasztia hetedik uralkodója, Jürgen von Beckerath és Detlef Franke szerint azonban a hatodik. Memphiszből kormányzott, nagyon rövid ideig, i. e. 1788 vagy 1741 körül.

## Említései
Jufni egyedül a torinói királylistáról ismert, melyet uralkodása után kb. 500 évvel, a XIX. dinasztia idején állítottak össze. Ryholt rekonstrukciója alapján neve a 7. oszlop 9. sorában szerepel (ez Alan H. Gardiner és von Beckerath olvasata szerint a 6. oszlop 9. sorának felel meg).

## Családja
Ryholt felhívta rá a figyelmet, hogy Jufni két elődje, Ameni Kemau és Szahórnedzsheritef, valamint utódja, Szanhibré Ameni Antef Amenemhat is nevükben viselik apjuk nevét. Mivel fáraók csak akkor viseltek ilyen nevet, ha apjuk is uralkodott, és mivel Jufni köztük uralkodott, így Jufninak is ahhoz a családhoz kellett tartoznia, amelyikhez V. Amenemhat, Ameni Kemau, Szahórnedzsheritef és VI. Amenemhat tartozott. Mivel rövid ideig uralkodott, Szahórnedzsheritef testvére vagy V. Amenemhat egy másik unokája lehetett.

## Fordítás
- Ez a szócikk részben vagy egészben  az   Iufni című angol Wikipédia-szócikk ezen változatának fordításán alapul.  Az eredeti cikk szerkesztőit annak laptörténete sorolja fel. Ez a jelzés csupán a megfogalmazás eredetét és a szerzői jogokat jelzi, nem szolgál a cikkben szereplő információk forrásmegjelöléseként.